# E-Plus
E-Plus — німецький оператор мобільного зв'язку. Кількість абонентів налічується близько 19 млн. E-Plus є третім за величиною оператором мобільного зв'язку в Німеччині після T-Mobile (38 млн абонентів) та Vodafone (37 млн абонентів).
Компанія отримала ліцензію GSM-1800 у 1993 році. Уже в 1994 році мережа покриття охоплювала найбільші міста Німеччини.